# Vitez Trsteniski Janez Bleiweiss
Vitez Trsteniski Janez Bleiweiss, född 1808, död 1881, var en slovensk skriftställare och folkbildningsman.
Bleiweiss var medicine doktor och veterinärprofessor i Ljubljana. Från 1843 var han utgivare av tidningen Novice, länge den enda rent slovenska tidningen och verkade för modersmålets ans och sitt folks politiska rättigheter. Han utgav en rad skolböcker och kalendrar, författade naturvetenskapliga, historiska och filologiska arbeten och grundlade folkbibliotek. Den slovenska stavningens förenkling var ett verk av Bleiweiss.